# Calycomyza crotalarivora
Calycomyza crotalarivora är en tvåvingeart som beskrevs av Spencer 1963. Calycomyza crotalarivora ingår i släktet Calycomyza och familjen minerarflugor.
Artens utbredningsområde är Venezuela. Inga underarter finns listade i Catalogue of Life.